# Марракешский музей
Марракешский музей (араб. متحف مراكش‎) — исторический дворец и музей, расположенный в старом центре марокканского города Марракеш. Помимо своей примечательной архитектуры музей славится коллекциями различных исторических предметов искусства, а также произведений местного современного искусства.

## История
Музей располагается во дворце Дар Мнебхи (араб. دار منبهي‎), построенном в начале XX века Мехди аль-Мнебхи. Аль-Мнебхи был каидом племени мнабха и с 1900 по 1908 год военным визирем при султане Мулае Абд аль-Азизе, заняв место Ба Ахмеда в качестве фаворита султана. У аль-Мнебхи были и другие резиденции, такие, например, как дворец Мнебхи в Фесе. Его дворец в Марракеше позднее был захвачен семьёй паши Тами Эль-Глауи, автократического правителя южного Марокко, подконтрольного Франции. В это время аль-Мнебхи находился за пределами Марокко и служил послом в Лондоне. После восстановления независимости Марокко в 1956 году дворец перешёл в собственность государства, а в 1965 году он был преобразован в школу для девочек. После некоторого периода запустения дворец был тщательно отреставрирован Фондом Омара Бенджеллуна и в 1997 году преобразован в музей.

## Архитектура
Дворец представляет собой образец марокканской архитектуры конца XIX и начала XX веков, один из множества подобных дворцов, построенных богатой элитой в тот период. Дворец состоит из большого центрального внутреннего двора, который изначально был открытым садом, засаженным деревьями, но сегодня полностью вымощен и покрыт крышей. В центре внутреннего двора располагается несколько фонтанов, по сторонам он окружён крытыми галереями и стенными фонтанами, украшенными красочной плиткой зулляйдж, а также расписным и резным кедровым деревом. Кроме того, над центром двора нависает огромная люстра, состоящая из латунных деталей, украшенных декоративными геометрическими и арабскими мотивами. От внутреннего двора ответвляются различные помещения, в том числе комнаты, ещё более богато украшенные деревом и лепниной. На крыше дворца имелись террасы с мензехом (павильоном), откуда открывался вид на город. Кроме того, во дворце имелось множество типичных для больших дворцов помещений, таких как кухни и хаммам (баня), причём последний отличался характерными купольными и сводчатыми пространствами.

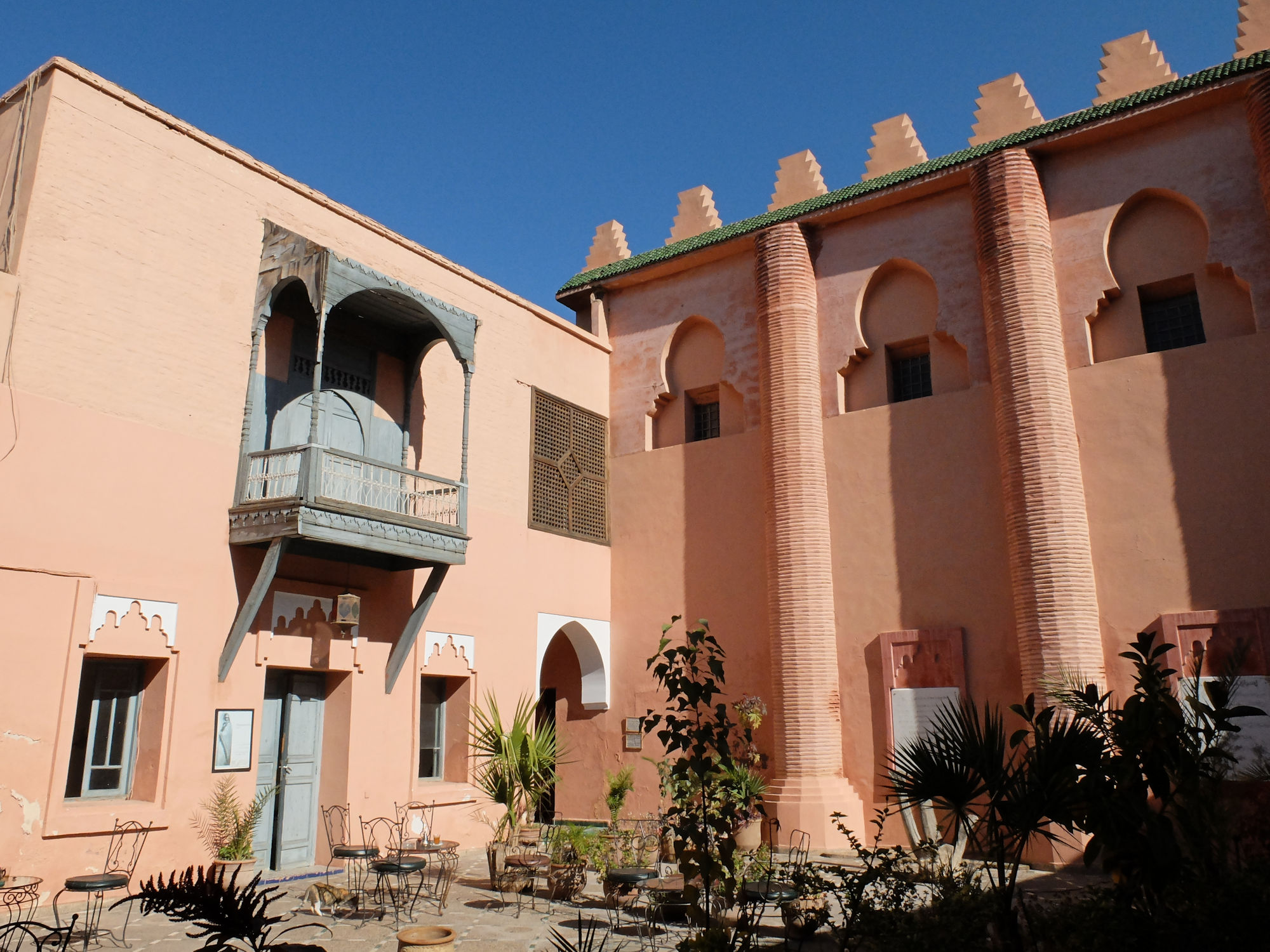
Двор со входом в музей
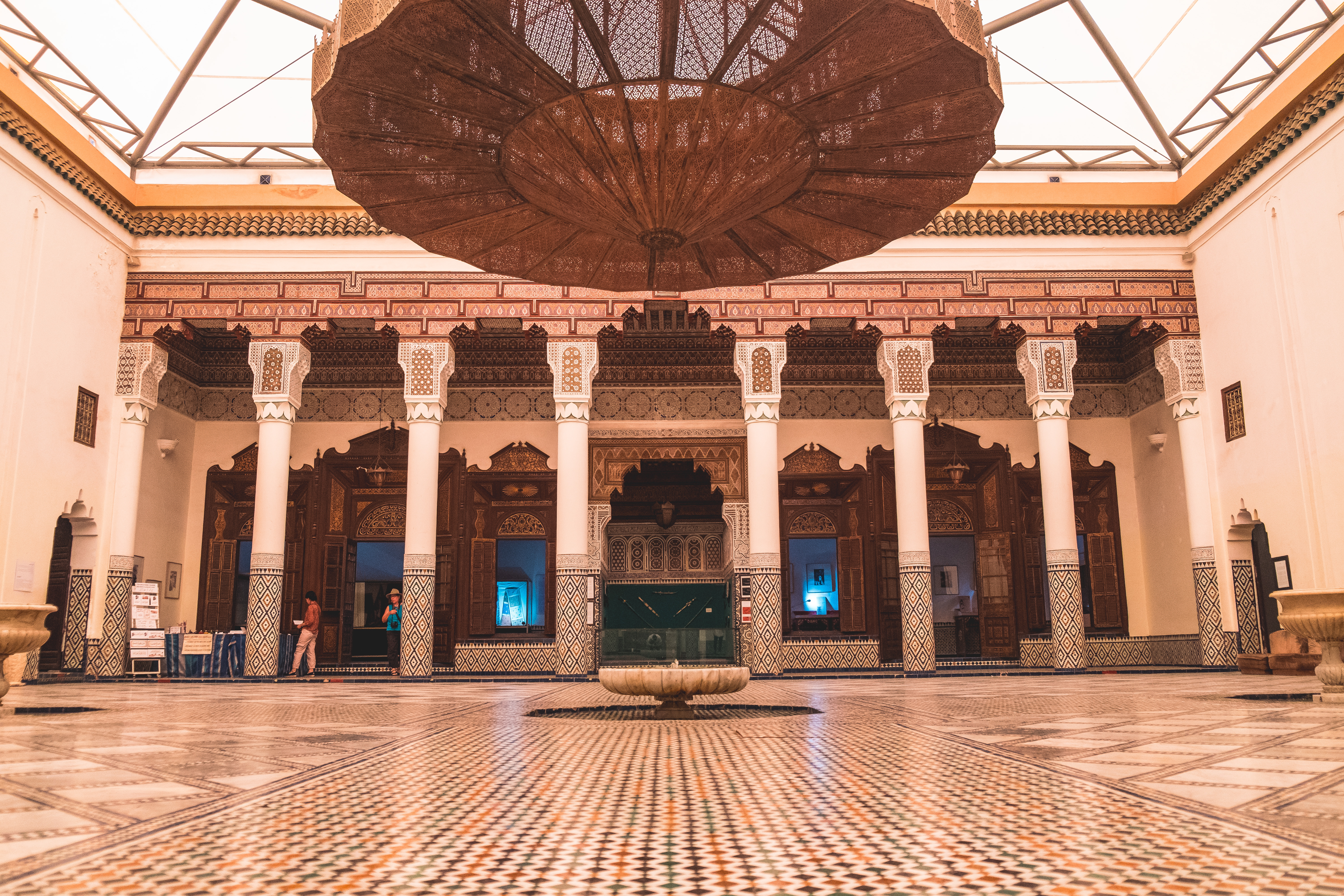
Главный внутренний двор дворца-музея
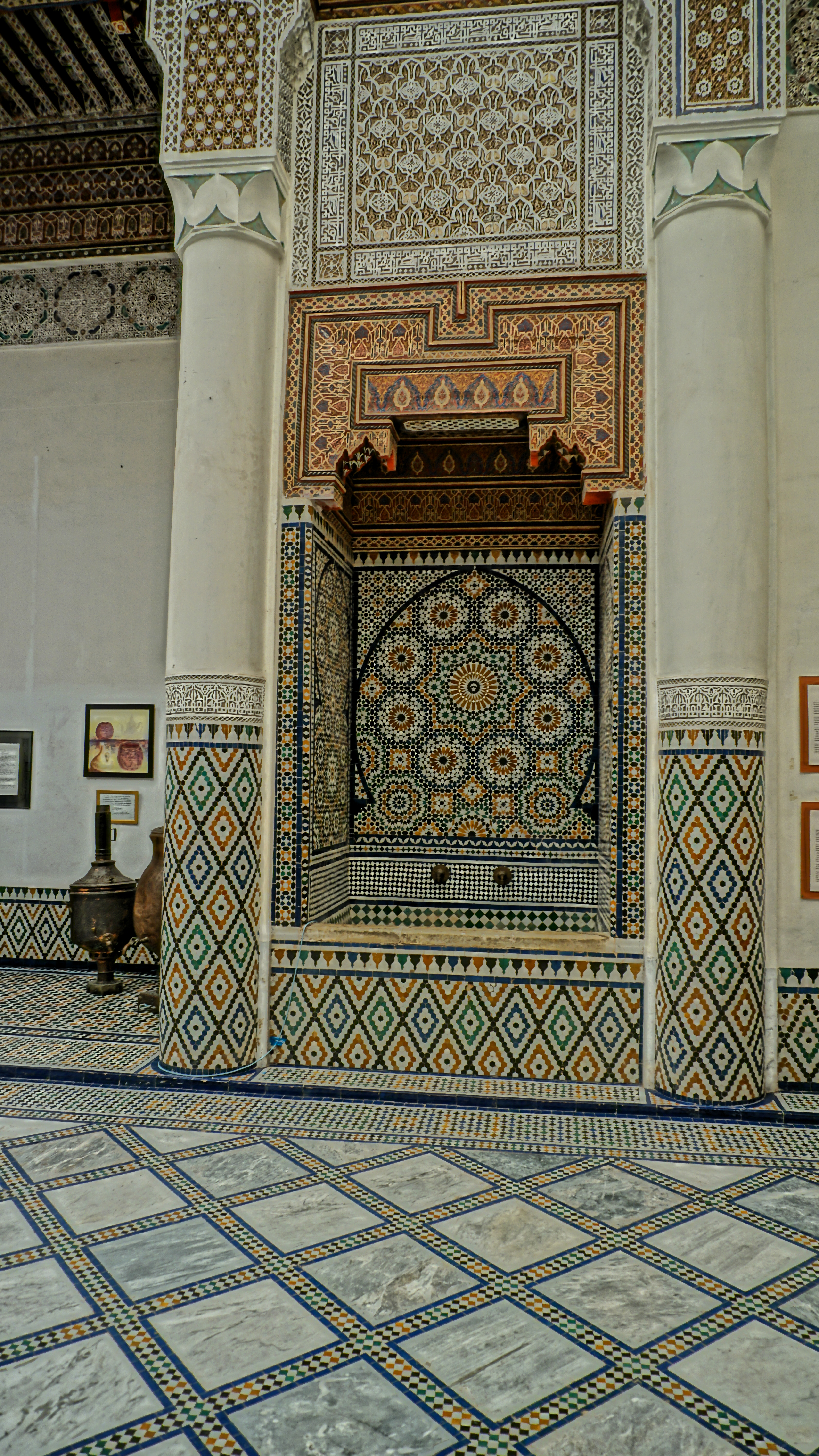
Богато украшенный настенный фонтан в главном дворе с отделкой из расписного дерева и зулляйджа
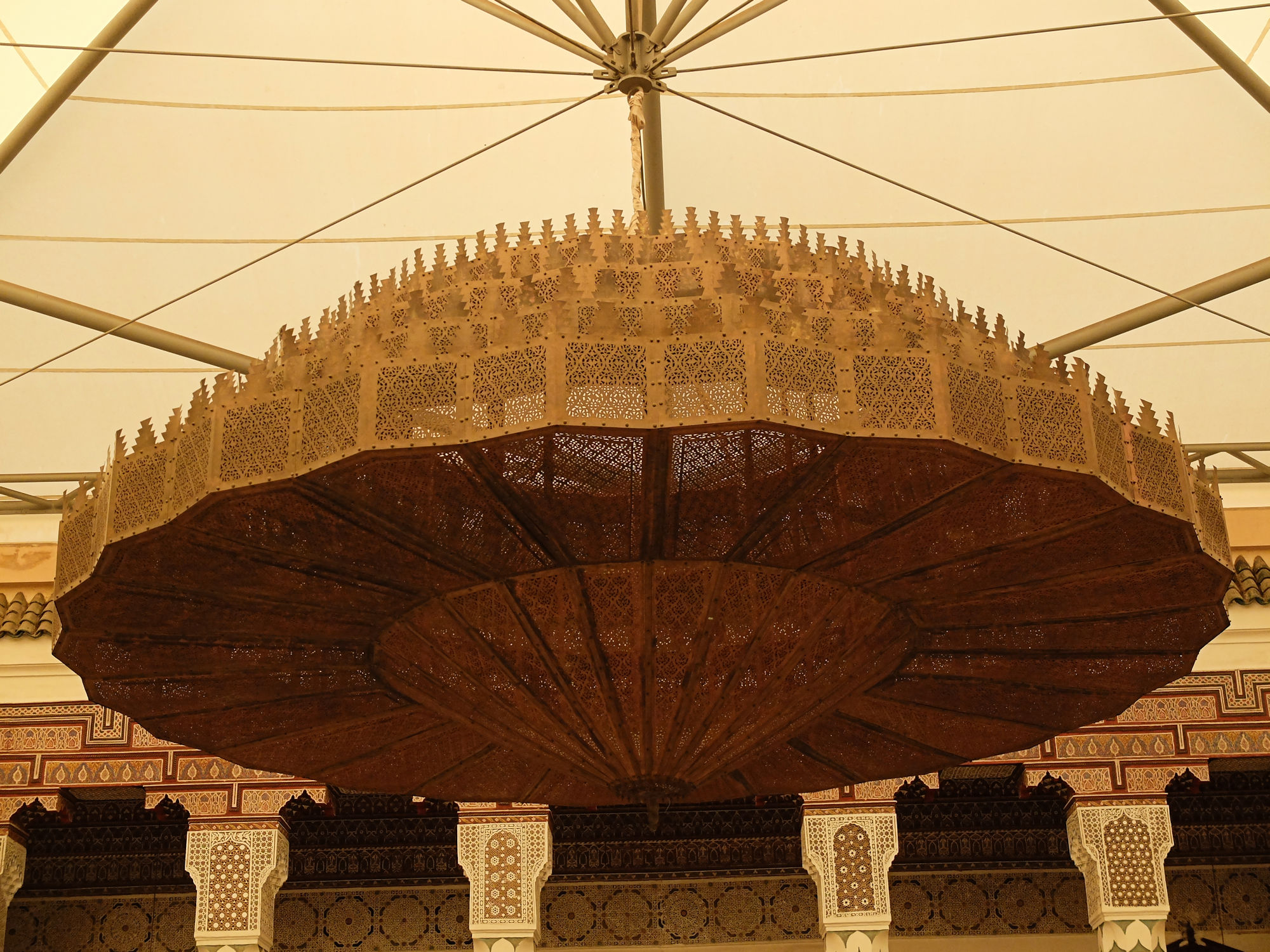
Латунная люстра над центром двора
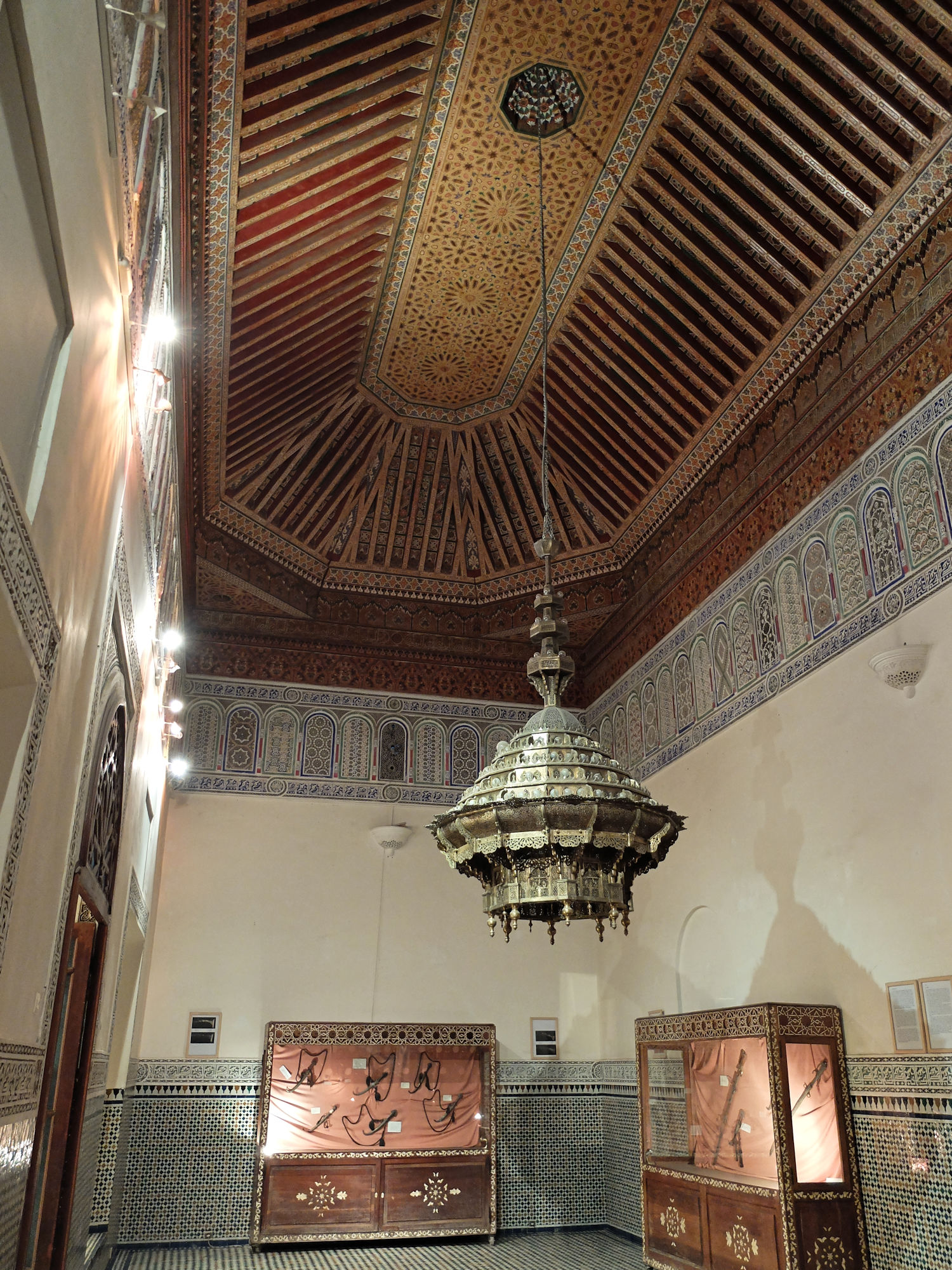
Одна из комнат и выставочных залов со стороны двора, с расписным деревянным потолком и лепниной, а также со стенами с зулляйджем
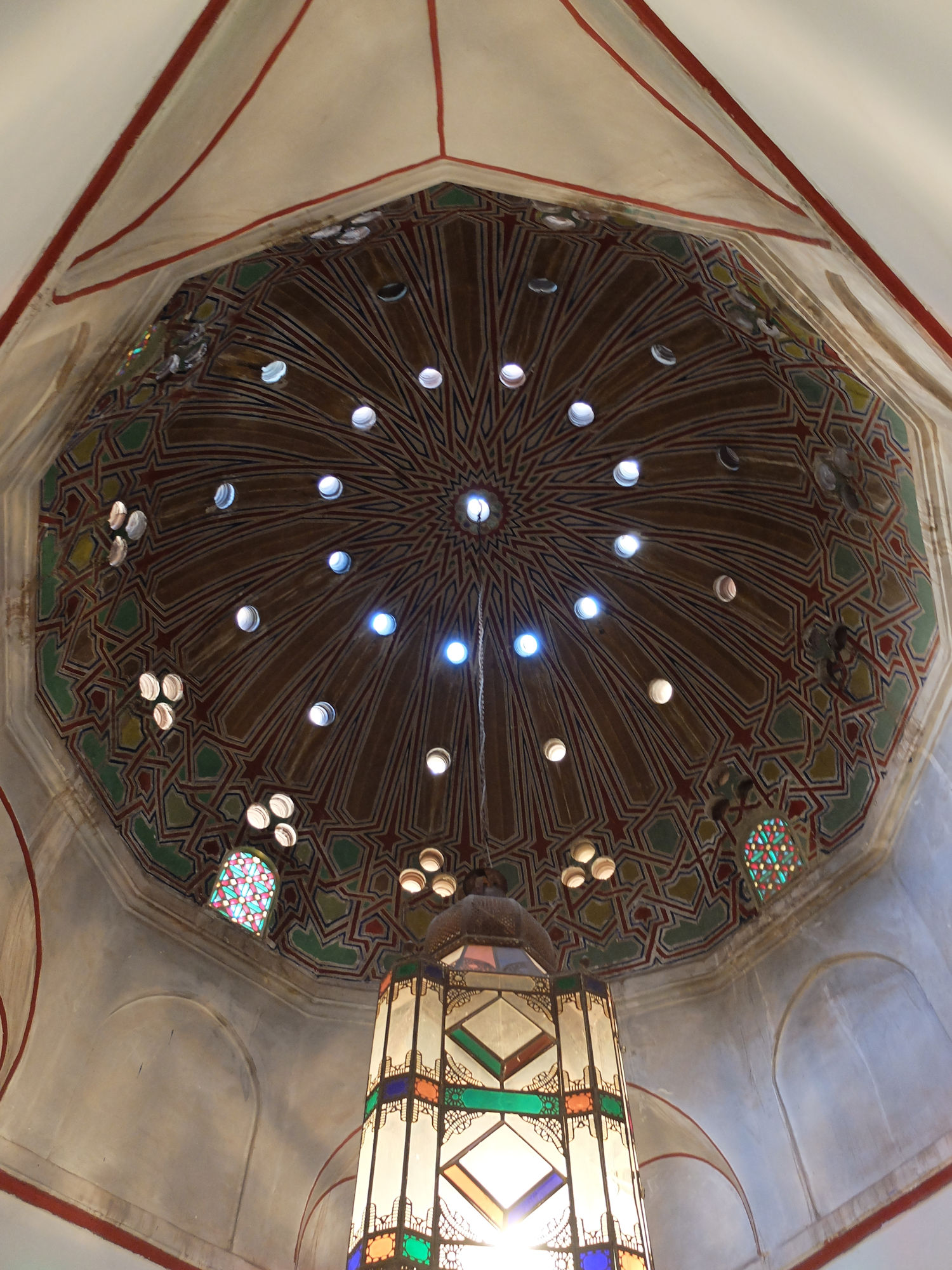
Купольный потолок в дворцовом хаммаме

## Коллекция музея
Марракешский музей обладает богатым собранием разнообразных коллекций предметов традиционного искусства из различных регионов Марокко, таких как оружие, ковры, одежда, фесская керамика, берберские украшения, еврейские богослужебные предметы и многое другое. В музее также проводятся выставки современного искусства, а также мероприятия, посвящённые другим тематикам, которые проходят на кухне и в хаммаме. Иногда в здании музея даются театральные представления и концерты.

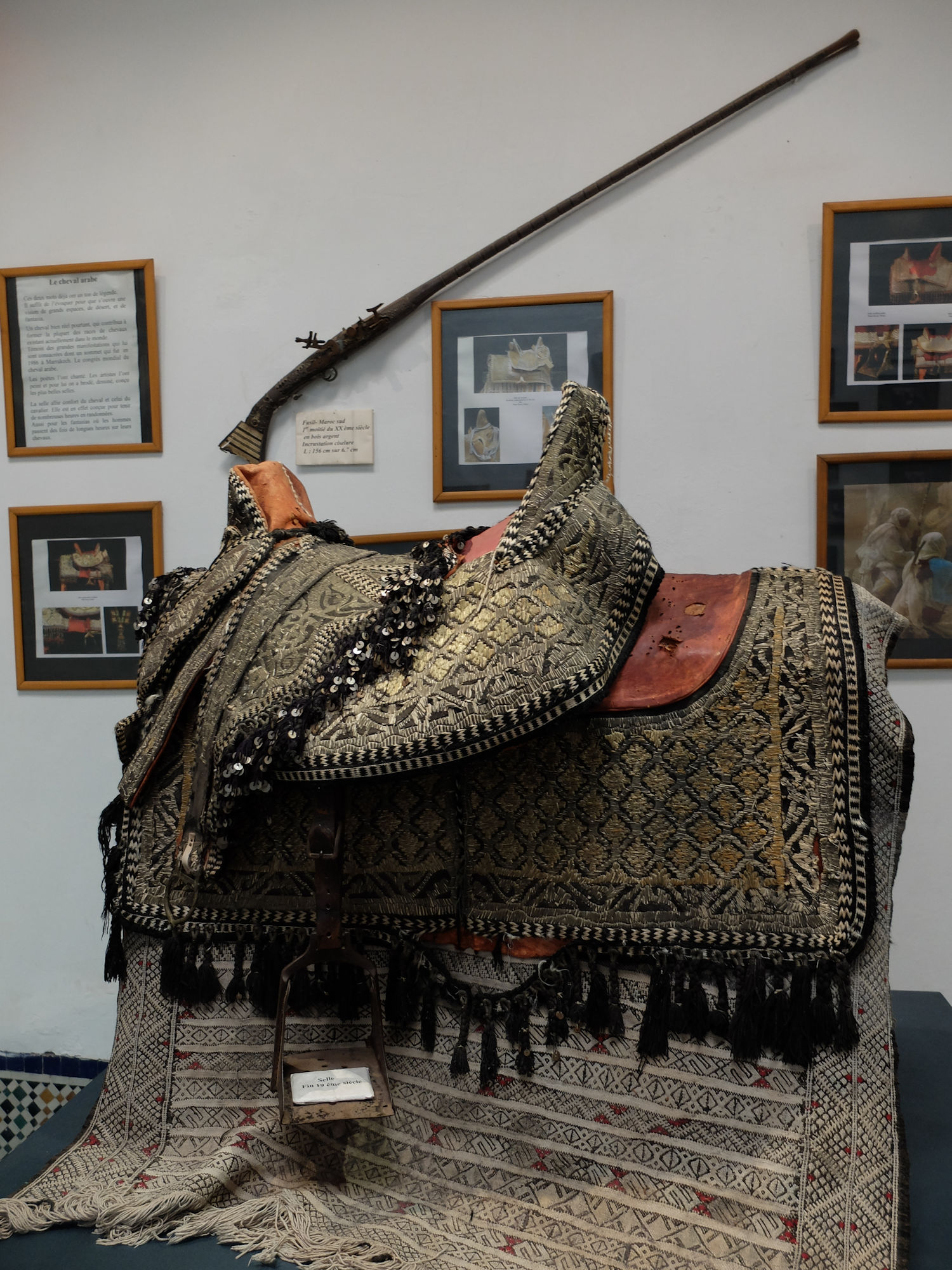
Седло XIX века в экспозиции музея (вместе с исторической винтовкой на заднем плане)
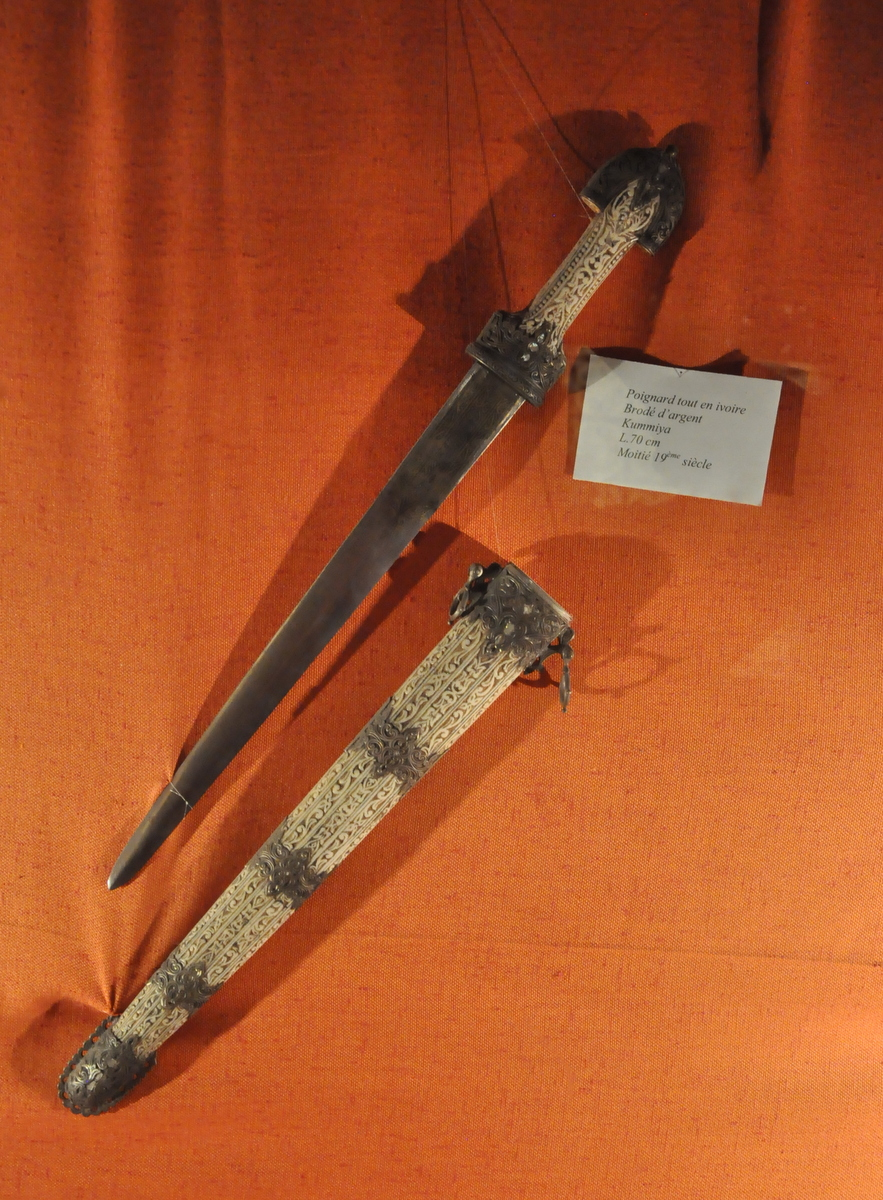
Куммия (кинжал) XIX века.
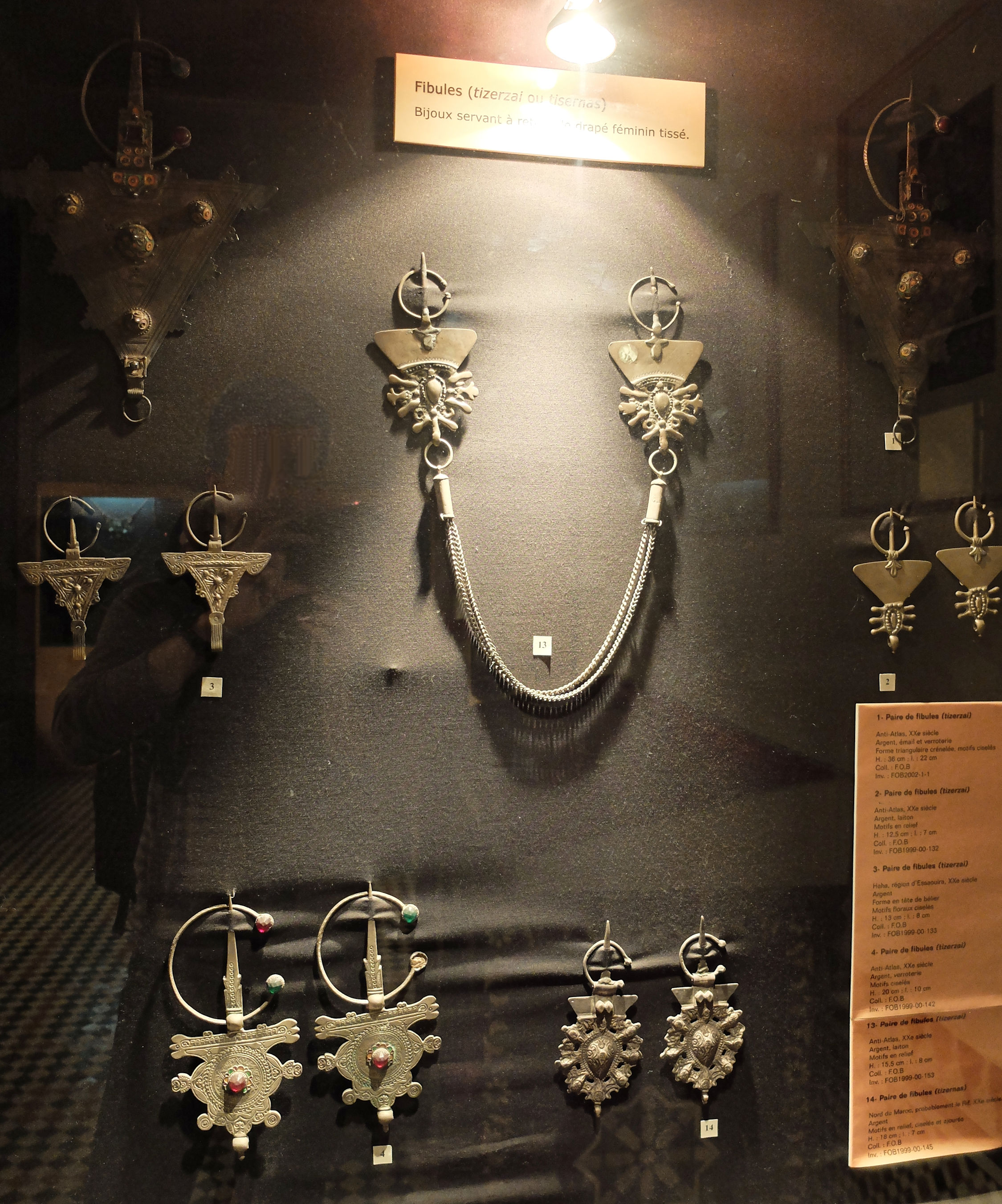
Берберские украшения (XX век)
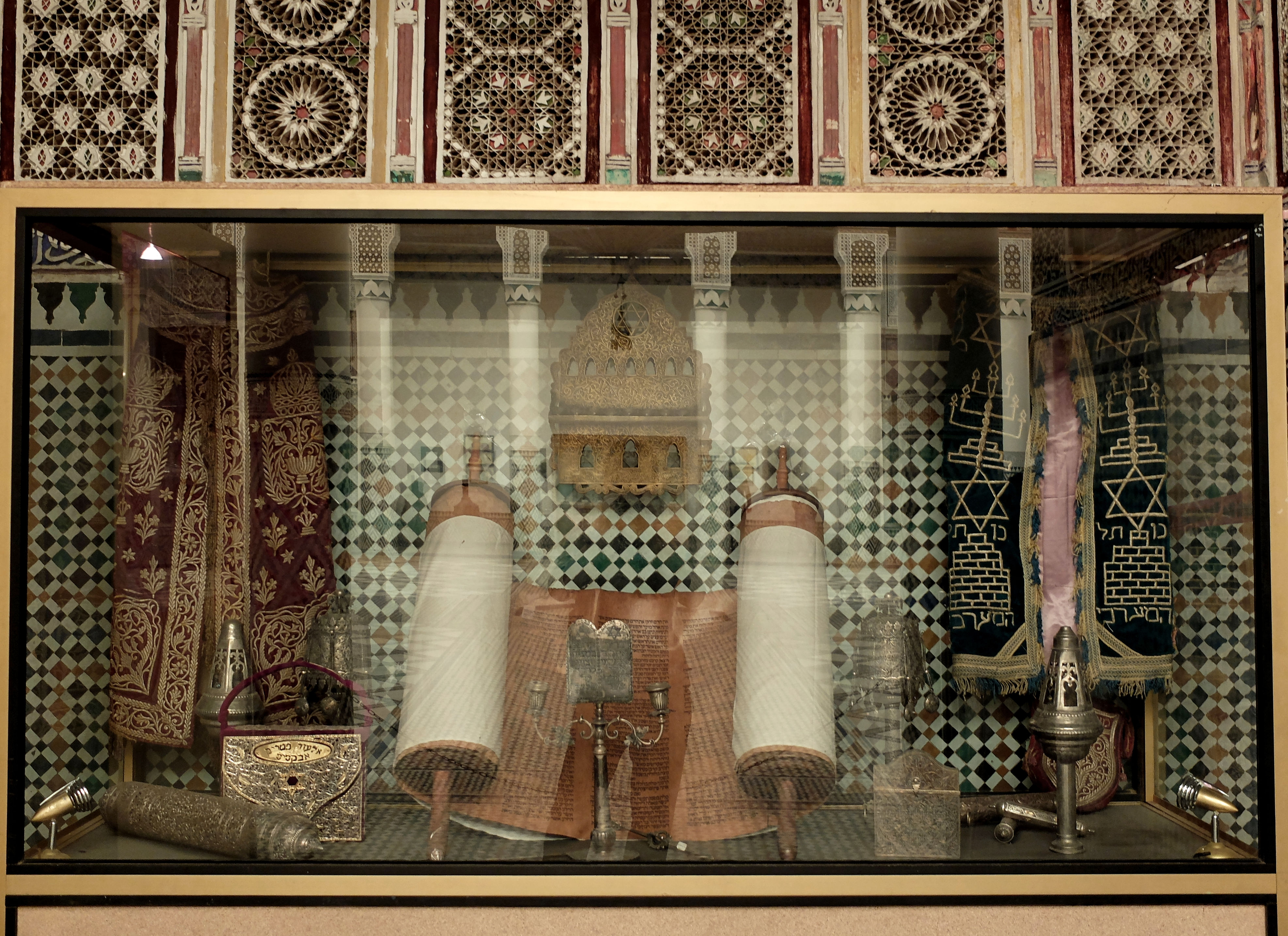
Еврейские богослужебные предметы в экспозиции музея